# Blecaute (romance)
Blecaute é um livro do gênero romance apocalíptico do brasileiro Marcelo Rubens Paiva publicado pela primeira vez em 1986. Foi inspirado na série Além da imaginação. Sucesso editorial, já teve mais de 25 edições. É dividido em seis capítulos: dois se referindo ao início e ao fim e quatro às quatro estações do ano e narrado em primeira pessoa pelo personagem Rindu.

## Sinopse
Três jovens universitários, Martina, Mário e Rindu, fazem uma expedição às cavernas do Vale do Ribeira. Uma tempestade alaga as cavernas e os impede de sair por alguns dias. As águas baixam e eles finalmente conseguem sair. Ao chegar em São Paulo descobrem que todas as pessoas estão paralisadas, duras, como bonecos-de-cera, sem respiração e que são as únicas pessoas vivas da cidade. O livro mostra o comportamento dos três em meio às dúvidas, às dificuldades, à saudade e à necessidade de sobreviver.